# 共同幻想論
『共同幻想論』（きょうどうげんそうろん）とは、1968年に刊行された吉本隆明の著作である。当時の教条主義化したマルクス・レーニン主義に辟易し、そこからの脱却を求めていた全共闘世代に熱狂して読まれ、強い影響を与えた思想書である。

## 背景と要旨
共同幻想論とは、幻想としての国家の成立を描いた国家論である。当時の国家論は、集団生活を成立させる機能として国家を作ったという社会契約説や、国家とはブルジョワジーが自分の既得権益を守るために作った暴力装置であるというレーニン的な国家論が一般的であった。つまり、国家とはルール体系であり、機能性を重視したシステムなのである。しかし、吉本は、国家とは共同の幻想であると説く。人間は、詩や文学を創るように、国家と言うフィクションを空想し、創造したのである。これはルイ・アルチュセールのイデオロギー装置論に似ている。人間は自分の創り出したフィクションである共同幻想に対して、時に敬意を、時に親和を、そして時に恐怖を覚える。特に、原始的な宗教国家ではこれは顕著である。その共同体で、触れたら死ぬと言い伝えられている呪術的な物体に触れたら、自分で本当に死ぬと思い込み、心的に自殺すると言う現象も起こりうる。個人主義の発達した現代でも、自己幻想は愛国心やナショナリズムと言う形で、共同幻想に侵食されている。共同幻想の解体、自己幻想の共同幻想からの自立は、現在でもラジカルな本質的課題であると吉本は指摘している。
吉本は血縁・氏族的共同体（家族）が、地縁・部族的共同体（原始的な国家）に転化する結節点として、兄妹・姉弟の対幻想に着目している。兄妹・姉弟の対幻想は、夫婦の対幻想とは違って、肉体的な性交渉を伴わない対幻想なので、いくらでも無傷に空間的に拡大できる。兄妹・姉弟の対幻想が、他家との婚姻と言う形で空間的に拡大しているため、国民は心理的な一体感を共有し、幻想としての国家が成立するのである。逆に言えば、原始的な国家の成立は、兄妹・姉弟の近親相姦が自覚的に禁止されたときに求められる。中上健次の「国家は白昼に突発する幻想化された性なのだ」と言う言葉は、このことを指している。
また、吉本にとって、高度な経済力や科学力を持っていた近代国家である戦前の大日本帝国が、やすやすと天皇制と言う、宗教性の強い古代・中世的な政治体制やイデオロギーに支配されてしまったことは大きな難問だった。吉本は、宗教・法・国家はその本質の内部において、社会の生産様式の発展史とは関係がないと主張し、政治体制は経済体制に規定される（唯物史観）とするロシア・マルクス主義を批判する。その試みは、吉本にとってロシア・マルクス主義からの自立であって、少年期に骨の髄まで侵食された天皇制と言う共同幻想を意識化し、対象化し、相対化しようという試みでもあった。

## 構成
共同幻想論は、禁制論、憑人論、巫覡論、巫女論、他界論、祭儀論、母制論、対幻想論、罪責論、規範論、起源論の11の編によって構成されている。吉本は自分の幻想論を使い、『遠野物語』から村落の共同幻想を、『古事記』からは初期国家の共同幻想を解読しようとする。

### 禁制論
個人がいだいている「禁制（タブー）」の起源は、じぶん自身にたいして明瞭になっていない意識からやってくる。〈黙契〉では、人は共同体の中で怖れや崇拝を対象にした時に、その人の意識が共同体から赦（ゆる）されてなれ合っている。それに対して〈禁制〉では、人はどんなに共同体の内部にあるようにみえても、神聖を強要され、その人は共同性から全く赦（ゆる）されていない。吉本はわたしたちの思想の土壌では、〈黙契〉と〈禁制〉とはほとんど区別できていないとし、『遠野物語』の「山人譚」はこの2つが混融された資料であると述べている。そこに描かれた山人にたいする村落共同体の〈恐怖の共同性〉からは、1.判断力の低下による起きていながらの〈入眠幻覚〉と、2.村落共同体から離れたものは、恐ろしい目に合い不幸になるという〈出離〉の心の体験を、抽出することが出来るという。吉本は〈禁制〉が生み出される条件は、〈入眠幻覚〉と、〈出離〉の心の体験を生み出す弱小な生活圏（村落共同体）の2つであり、現実と理念との区別が失われた心の状態でたやすく「共同的な禁制」を生み出すことが出来るとし、その生み手は貧弱な共同社会そのものであるとした。

### 憑人論
吉本は、『遠野物語』を書いた柳田國男は、覚醒時の〈入眠幻覚〉に入りやすい気質を持っているとし、それは、もうろう状態で実在しない叔母の家に行こうと飛び出すなどの行動体験として現れ、いつも母系的・始原的な心性に還るのが特徴と述べている。吉本によれば、〈入眠幻覚〉には、1.柳田のような〈始原的なもの〉への志向、2.遠感能力のような自己を喪失し対象へ移入しきる〈他なるもの〉への志向、3.対象世界がぜんぶ消失し抽象的自我のみが残るといった〈自同的なるもの〉への志向があり、それぞれ1.行動に〈憑く〉常民の共同幻想、2他の対象に〈憑く〉巫覡（ふげき）の自己幻想、3.拡大されたじぶんに〈憑く〉宗教者の自己幻想と対応しているという。これらは、1.→2.→3.と段階に変化し、「共同幻想」と「自己幻想」が逆立せずに接続している段階から、しだいに逆立して行く変化に対応し、「共同幻想」と「自己幻想」が分離（逆立）して行けばそれらを媒介する巫覡的な人物（憑人）が分離される。『遠野物語』の死やわざわいの〈予兆〉譚は、村落の限られた時空以外では無意味であり、1.まず村民にある〈入眠幻覚〉のような村落伝承が共同幻想に覆いかぶさっているか、2.それが村の異常な個人（憑人）に象徴的に体現されているかである。『遠野物語』に書かれている憑人は2.の遠感能力を自分では統御できず、村落の伝承によって統御されている。

### 巫覡論
吉本は、ある個人が、じぶんにとってじぶんを〈他者〉に押しやり、それを他の個人と関係づけることによって初めて、ある個人が他の個人に〈知られる〉という水準を獲得すると述べている。吉本によると、芥川龍之介が自殺の1ヶ月前に書いた『歯車』の主人公が、「第二の僕」（ドッペルゲンガー）に出会うのは、この異常でない一般の心の相互規定性としてありえ、それでいて主人公は死の想念が絶えずあり、入眠状態（もうろう状態）で心身が衰弱していたという。『遠野物語拾遺』にもこういった「第二の僕」に出会う〈離魂譚〉があり、同じようにもうろうとした意識があり〈死〉の微候とむすびつけられているが、『歯車』の「第二の僕」が親しい個人である〈他者〉を対象にし離魂体験があまり明瞭でないのに対して、『遠野物語拾遺』の「第二の僕」は村落共同体の共同幻想そのものを対象にし離魂体験がはっきりと描かれている。この〈離魂譚〉がやや高度化したのが、〈狐〉などの象徴を媒介にして村落の共同幻想を入眠状態で創り出す〈いづな使い〉の話である。この段階になると、はっきりと自分の幻覚を意図的に得て、村落の共同幻想に集中同化させる能力が職業として分化している。〈いづな使い〉が能力を発揮するには、1.〈狐〉が霊性のある動物であるという伝承が村民に流布され、2.生誕や死や自然条件に左右される食料の獲得などが村民たちの意志や努力ではどうにもできない〈彼岸〉にあると信じられているという、2つの条件が必要である。さらに、この〈狐〉が〈性〉的な対象である〈女〉に化けていたという〈狐化け〉の話が『遠野物語』や『遠野物語拾遺』にたくさん存在するが、吉本によれば〈狐〉は共同幻想の象徴であり、〈女〉は男女の〈性〉関係を基盤とする対幻想の象徴であるという。吉本は、村落の男女の対幻想は、あるばあい村落の共同幻想の象徴でありうるが、にもかかわらず対幻想は消滅することによってしか共同幻想に転化しない、と述べている

### 巫女論
吉本は、〈巫女〉とは共同幻想をじぶんの対なる幻想の対象にできるものを意味していると述べる。村落の共同幻想は、巫女にとっては〈性〉的な対象なのである。吉本なりに〈女性〉を定義すれば、あらゆる排除をほどこしたあとで〈性〉的対象を自己幻想にえらぶか、共同幻想にえらぶものをさして〈女性〉の本質とよぶ。

### 他界論
共同幻想の〈彼岸〉に想定される共同幻想は、〈他界〉（死後の世界）の問題である。〈死〉を心的に規定すると、人間の自己幻想（または対幻想）が極限のかたちで共同幻想に〈侵蝕〉された状態を〈死〉と呼ぶ。〈死〉とは、個人がけっして体験することはできず、まったくの未知であり、死後の世界はただ共同幻想（天国や地獄というようなフィクション）としてしか語ることができないからである。

### 祭儀論
女〈性〉の〈生む〉行為が、農耕社会の共同利害の象徴である穀物の生成と同一視される。『古事記』の説話のなかで殺害される「大気都姫」も、「箒の祭」の行事で殺される穀母もけっして対幻想の性的な象徴ではなく、共同幻想の表象である。これらの女性は共同幻想として対幻想に固有な〈性〉的な象徴を演ずる矛盾をおかさなければならない。これはいわば、絶対的な矛盾だから、自分が殺害されることでしか演じられない役割である。殺害されることで共同幻想の地上的な表象である穀物として再生するのである。

### 母制論
吉本によれば、〈母系〉制の社会とは家族の〈対なる幻想〉が部落の〈共同幻想〉と同致している社会を意味するというのが唯一の確定的な定義である。家族の〈対なる幻想〉のうち〈空間〉的な拡大に耐えられるのは兄弟と姉妹との関係だけである。兄と妹、姉と弟の関係だけは〈空間〉的にどれだけ隔たってもほとんど無傷で〈対なる幻想〉としての本質を保つことができる。『古事記』のなかにでてくるアマテラスとスサノオの挿話は、典型的にこれを象徴しているようにおもえる。

### 対幻想論
〈家族〉は、〈対なる幻想〉を〈共同なる幻想〉に同致できるような人物を、血縁から疎外したとき発生した。『古事記』で無性の独神ではなく、男・女神が想定されるようになると〈性〉的な幻想に、はじめて〈時間〉性が導入された。しかし、人間は穀物の生成や枯死や種播きによって導入される〈時間〉の観念が、女性が子を妊娠し、生育し、子が成人するという時間性とちがうことに気づきはじめる。共同幻想（穀物の生成）としての時間性と対幻想（子供の成育）としての時間性が分離した。人間は〈対〉幻想に固有な時間性を自覚するようになって、はじめて〈世代〉という概念を手に入れた。〈親〉と〈子〉の相姦がタブー化されたのはそれからである。

### 罪責論
スサノオはアマテラスと契約を結んで和解し、いわば神の宣託によって農耕社会を支配する始祖に転化する。これは巫女組織の頂点に位した同母の〈姉〉と、農耕社会の政治的頂点に位した同母の〈弟〉によって、前氏族的な〈共同幻想〉の構成が成立したのを象徴しているとおもえる。スサノオはイザナギの宣命にそむいてまで〈ハハの国〉にゆきたいと願う。個体としてのスサノオ(政権の象徴）は神権優位の〈共同幻想〉を意識し、これに抗命したときはじめて〈倫理〉（良心や罪悪感）を手に入れることになった。異なった構成の幻想と幻想の間の矛盾やあつれきによって、〈倫理〉は生まれるのである。

### 規範論
〈宗教〉は〈法〉に、〈法〉は〈国家〉に分裂する。なかば〈宗教〉であり、なかば〈法〉だというような中間的な状態を、〈規範〉とよぶ。経済社会的な構成が、前農耕的な段階から農耕的な段階へ次第に移行していったとき、〈共同幻想〉としての〈法〉的な規範は、ただ前段階にある〈共同幻想〉を、個々の家族的あるいは家族集団的な〈掟〉、〈伝習〉、〈習俗〉、〈家内信仰〉的なものに蹴落とし、封じこめることで、はじめて農耕法的な〈共同規範〉を生み出した。だから〈共同幻想〉の移行は一般的にたんに〈移行〉ではなくて、同時に〈飛躍〉をともなう〈共同幻想〉それ自体の疎外を意味する。また、清祓行為は〈共同幻想〉が、宗教から〈法〉へと転化する過渡にある。清祓を行うのは、未開人が〈法〉と〈宗教〉の根源は〈醜悪な穢れ〉そのものだとかんがえたからである。

### 起源論
〈国家〉とよびうるプリミティブな形態は、村落社会の〈共同幻想〉がどんな意味でも、血縁的な共同性（家族あるいは親族体系）から独立にあらわれたものをさしている。同母の〈兄弟〉と〈姉妹〉のあいだの婚姻が、最初に禁制になった村落社会では〈国家〉は存在する可能性をもった（対幻想と共同幻想が自覚的に分離している）。魏志の邪馬台的な〈国家〉は起源的な〈家族〉および〈国家〉の本質からつぎのような段階をへて転化したと想定できる。
1. 〈家族〉（戸）における〈兄弟〉⇔〈姉妹〉婚の禁制。〈父母〉⇔〈息娘〉婚の罪制。
2. 漁撈権と農耕権の占有と土地の私有の発生。
3. 村落における血縁共同性の崩壊。〈戸〉の成立。〈奴婢〉層と〈大人（首長）〉層の成立。
4. 部族的な共同体の成立。いいかえれば〈クニ〉の成立。

また、吉本は、初期天皇群につけられた〈ヒコ〉、〈ミミ〉、〈タマ〉、〈ワケ〉などの和称が、『魏志倭人伝』にある諸国家の大官の呼称と同じであることを指摘して、『古事記』の編者たちは、初期天皇の国家段階を、たかだか邪馬台的な段階の支配王権の規模しか想定できなかった。それは、初期天皇の勢力が邪馬台的な段階の国家の規模しか占めていなかったのを暗示している、と述べている。

## 共同幻想論の問題点
共同幻想論にはいくつかの批判点、問題点が存在する。

### 経済構造の非捨象
吉本は共同幻想を取り扱う上では経済構造は大胆に捨象できる(ただし捨象できるというのは無視するということではなくある程度までしりぞけることだ)と主張しているが、その論の中では、「地上的な利害」や、「穀物の生成」、「農耕的な段階」、「土地の私有の発生」などという言葉が出てくるように、経済的な要素を切り捨てられてはいない。これは矛盾である。上部構造を語る上で、やはり下部構造は切り離せないものであり、その点において吉本はマルクス主義的な経済決定論を排除し切れてはいなかった。

### 対幻想の定義のあいまいさ
また、独自の造語である「対幻想」の定義に揺れがある。対幻想の着想はフロイトのリビドー論からの影響が強いと思われるが、吉本は後に対幻想に「性別は関係ない」と主張を翻している。吉本の著作を読み解けば、対幻想は「性的交渉」「家族の本質」「一対一の関係」の3つの特徴をもっているのが読み取れるが、これらはそれぞれ鼎立しないのである。もし一対一の対なる関係を重視するのであれば、「家族の本質」ではなく、「夫婦の本質」と述べるべきである。性別も無視できるのであれば、ただの同性の幼馴染も、友人も、広い意味でのプライベート領域全般は、みな対幻想の対象になってしまう。「家族の本質」という特徴から乖離、拡散してしまうのである。吉本は自分の造語である対幻想を、明確に定義しきれてはいないのである。

## 評価
共同幻想論を、「戦後思想史における最も重要な本である」と絶賛する者もいれば、「とるに足らない妄想の書」と一蹴する者もいて、統一的な評価は定まってはいない。
それは、共同幻想論は難解というよりも、きわめて不明瞭な本であり、ロールシャッハ・テストのように見る者によって多元的に解釈できてしまうからである。共同幻想論は各論とも相互に独立しており、全体を通してまとめや結論があるわけでもない。独自の造語を明確な定義も無く使用している。例えば、中上健次は共同幻想論の文庫版の解説で、「世の中にはこのような魅力をたたえた書物はそうざらにない」と述べ、特に「国家は白昼に突発する幻想化された性なのだと予言した」点を高く評価している。マルクスの上部構造を共同幻想、ジークムント・フロイトのリビドーを対幻想と言い換えれば、吉本はマルクスとフロイトの補完と融合（マルクスの上部・下部構造論は社会分析としては高度だが、人間が本質的に持っている性的要素を軽視している。フロイトは人間の性衝動を鋭く分析しているが、社会領域までリビドー論を無前提に拡張しすぎている。吉本は両者がカテゴリー錯誤を犯さないように整理し、補完、融合する形で自分の共同幻想分析に利用しようとした）という世界思想史に残る大仕事をやってのけたことになるが、逆に、フロイトを評価しない人間から見れば、ただの「フロイトかぶれ」に見える。
共同幻想論は当時の学生が難解でほとんど読むのを途中で挫折してしまったと言われているが、内容そのものは言われているほど難解ではなく、思想書の中ではむしろ読みやすい部類に入る。詩人らしく、テンポよく、美しい文章は魅力的で、その文章美を高く評価する者もいる。文庫でも販売されているので入手するのは簡単である。